# Крилова Лідія Євгенівна
Крилова Лідія Євгенівна (12 березня 1951) — радянська академічна веслувальниця.
Бронзова призерка Олімпійських Ігор 1976 року в складі розпашної четвірки зі стерновою.